# Distrito de Túpac Amaru
El distrito de Túpac Amaru es uno de los ocho que conforman la provincia de Canas, ubicada en el departamento del Cuzco en el Sur del Perú. Su capital es la localidad de Tungasuca.

## Historia
El distrito fue creado mediante Ley 9363 del 1 de septiembre de 1941, en el gobierno de Manuel Prado Ugarteche.

## Geografía
Ubicada en una zona frígida, las temperaturas medias oscilan entre 8.6 °C. y 7.2 °C.

## Capital
La Capital del distrito es el poblado de Tungasuca. La temporada más propicia para la visita de turismo es de abril a octubre.

## División administrativa
El distrito de Túpac Amaru se divide en los siguientes centros poblados:
| - Tungasuca (capital) - Apampahuasi - Rosasani - Usnupampa - Urinsaya llalla - Huallata - Toccoccori - Surimana - Rosaspata (Utucunca) - Ccacyoca - Ccochapata - Lactuyo - Quehuar - Piscapujio - Machaccoyo - Ccotaña - Vista Alegre - Miraflores - Nuevo Progreso |  | - Yanaccacca - Pumapauchi - Coricancha - Nueva Jerusalén - Alto Surimana - Juventud y Progreso - Majura - Jancomarca - Allpallani - Cebadapampa - Checcoyopata - Japura - Ccaramocco - Rosaspata - Hatunttaya - Huchuyttaya - Tayapampa |

## Autoridades

### Municipales
- 2023 - 2026[2]
  - Alcalde: Luis Oswaldo Quispe Meza, del Partido Democrático Somos Perú.
  - Regidores:

  1. Martha Saravia Mamani (Partido Democrático Somos Perú)
  2. Pedro Santi Mamani (Partido Democrático Somos Perú)
  3. Fernandina Aro Huanca (Partido Democrático Somos Perú)
  4. Santos Aragon Hurtado (Partido Democrático Somos Perú)
  5. Percy Llusca Apaza (Frente de Esperanza)

Alcaldes anteriores
- 2023-2026: Luis Oswaldo Quispe Meza
- 2018-2021: Vito Suni Villavicencio
- 2011-2014:[3] Raúl Achahui Nuñez, del Partido Unión por el Perú (UPP).
- 2007-2010: Honorato Tito Quispe.

## Festividades
- Semana Santa.
- Santísima cruz.
- Virgen de la Merced.
- Natividad.